# St.-Michael-Straße 6 (Magdeburg)

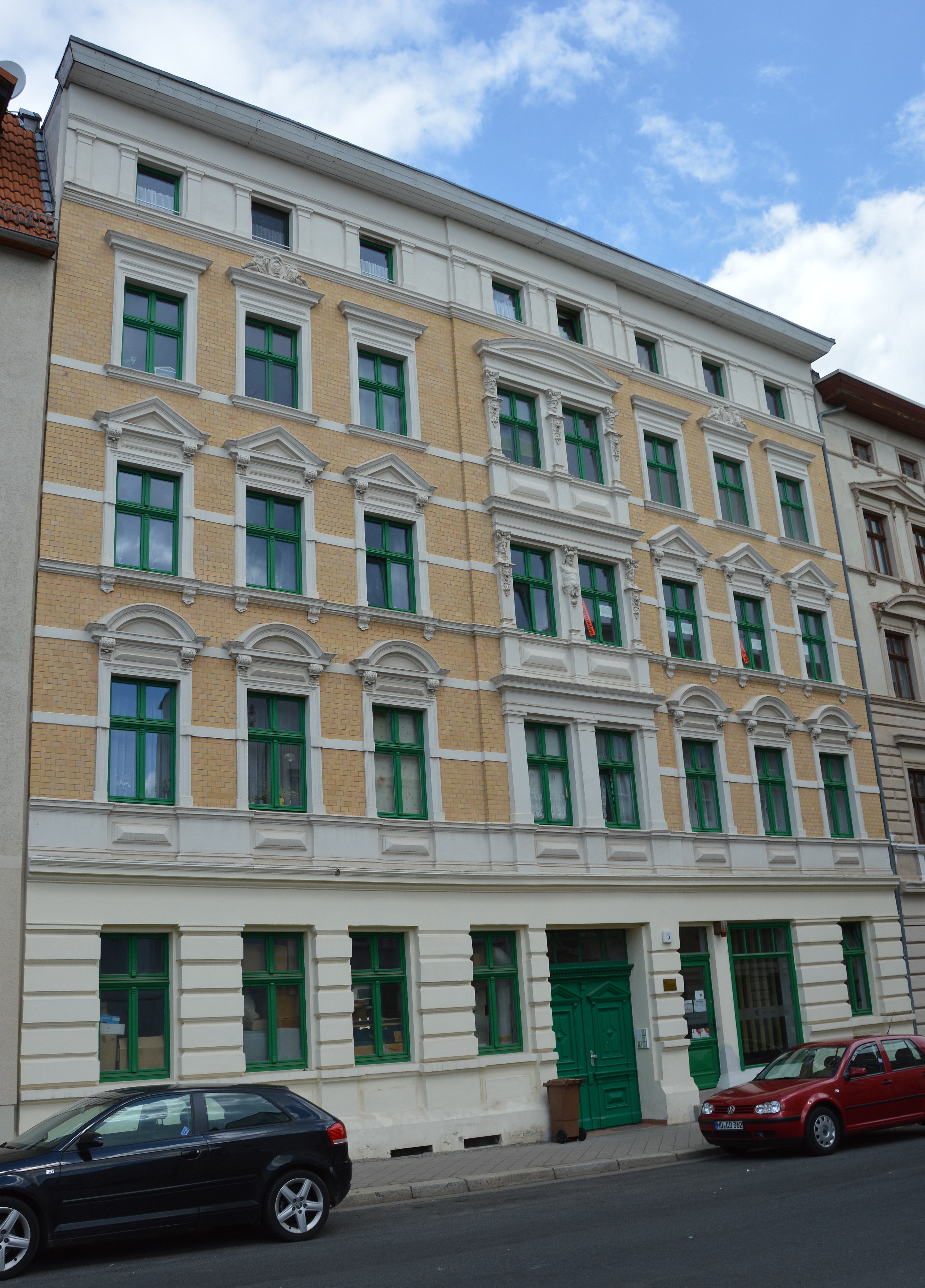
St.-Michael-Straße 6

Das Haus St.-Michael-Straße 6 ist ein denkmalgeschütztes Gebäude in Magdeburg in Sachsen-Anhalt.

## Lage
Es befindet sich auf der Nordseite der St.-Michael-Straße im Stadtteil Sudenburg. Östlich grenzt das gleichfalls denkmalgeschützte Haus St.-Michael-Straße 5 an.

## Architektur und Geschichte
Das repräsentative viereinhalbgeschossige Wohnhaus wurde im Jahr 1887 für Franz Weineck an der Stelle eines in den 1860er Jahren errichteten Vorgängerbaus errichtet. Der Klinkerbau ist im Stil der Neorenaissance gestaltet. Am Erdgeschoss der achtachsigen Fassade befindet sich eine aus Putz erstellte Rustizierung. Oberhalb der Fenster des ersten Obergeschosses befinden sich Segmentbogengiebel, am zweiten Obergeschoss Dreiecksgiebel. Die beiden mittleren Achsen treten als flacher Risalit hervor und sind mit gekuppelten Fenstern sowie Hermenpilastern betont. An der oberen Kante des Gebäudes besteht ein deutlicher Dachvorsprung.
Gemeinsam mit den Häusern St.-Michael-Straße 5, 10, 13 und 14 gehört es zu den prägnanten Zeugnissen für die gründerzeitliche Bebauung der Straße. Ein besonderer Kontrast ergibt sich zu den kleineren älteren Bauten aus der Mitte des 19. Jahrhunderts.
Im örtlichen Denkmalverzeichnis ist das Wohnhaus unter der Erfassungsnummer 094 76648 als Baudenkmal verzeichnet.